# Eoophyla menglensis
Eoophyla menglensis là một loài bướm đêm trong họ Crambidae.